# Eleições legislativas no Luxemburgo em 2013
As eleições legislativas no Luxemburgo foram realizadas a 20 de Outubro de 2013. Estas eleições foram antecipadas após a demissão de Jean-Claude Juncker, por um escândalo de espionagem que envolviam os serviços secretos luxemburgueses  
Os resultados deram mais uma vitória ao Partido Popular Social Cristão, que obteve, cerca de, 34% dos votos e 23 deputados. Apesar disto, o Partido Socialista dos Trabalhadores do Luxemburgo, o Partido Democrata e Os Verdes, conseguiram chegar a um acordo de coligação e formar governo, fazendo de Xavier Bettel, do Partido Democrata, o primeiro primeiro-ministro da história do Luxemburgo desde 1979 a não ser do Partido Popular Social Cristão.

## Resultados Oficiais
| Partido                 | Partido                                       | Votos     |                 | +/-  | Deputados | +/-     |
| ----------------------- | --------------------------------------------- | --------- | --------------- | ---- | --------- | ------- |
|                         | Partido Popular Social Cristão                | 1 103 636 | 33,68 / 100,00  | 3,66 | 23 / 60   | 3       |
|                         | Partido Socialista dos Trabalhadores          | 664 586   | 20,28 / 100,00  | 2,72 | 13 / 60   | Estável |
|                         | Partido Democrata                             | 597 879   | 18,25 / 100,00  | 3,94 | 13 / 60   | 4       |
|                         | Os Verdes                                     | 331 920   | 10,13 / 100,00  | 1,35 | 6 / 60    | 1       |
|                         | Partido Reformista da Alternativa Democrática | 217 683   | 6,64 / 100,00   | 1,05 | 3 / 60    | 1       |
|                         | A Esquerda                                    | 161 759   | 4,94 / 100,00   | 1,33 | 2 / 60    | 1       |
|                         | Partido Pirata do Luxemburgo                  | 96 270    | 2,94 / 100,00   | Novo | 0 / 60    | Novo    |
|                         | Partido Comunista do Luxemburgo               | 53 669    | 1,64 / 100,00   | 0,02 | 0 / 60    | Estável |
|                         | Partido pela Democracia Integral              | 49 290    | 1,50 / 100,00   | Novo | 0 / 60    | Novo    |
|                         |                                               |           |                 |      |           |         |
| Votos Inválidos         | Votos Inválidos                               | 14 896    | 6,82 / 100,00   | 0,27 |           |         |
| Total                   | Total                                         | 218 453   | 100,00 / 100,00 |      | 60 / 60   |         |
| Eleitorado/Participação | Eleitorado/Participação                       | 239 668   | 91,15 / 100,00  | 0,22 |           |         |
| Fonte                   | Fonte                                         | IFES      | IFES            | IFES | IFES      | IFES    |